# Sem-Peixe
Sem-Peixe är en kommun i Brasilien.   Den ligger i delstaten Minas Gerais, i den sydöstra delen av landet, 700 km sydost om huvudstaden Brasília. Antalet invånare är 2 847. Arean är 176 kvadratkilometer.
Terrängen i Sem-Peixe är kuperad.
Omgivningarna runt Sem-Peixe är huvudsakligen savann. Runt Sem-Peixe är det glesbefolkat, med 12 invånare per kvadratkilometer.